# آلفرد آستون
آلفرد آستون (به فرانسوی: Alfred Aston) بازیکن فوتبال و مهاجم اهل فرانسه است که از سال ۱۹۳۴ تا ۱۹۴۶ میلادی عضو تیم ملی فوتبال فرانسه بوده‌است. وی در ۳۱ بازی ملی حضور داشته است و در بازی‌های ملی‌اش ۵ گل به ثمر رساند.